# Veryl Switzer
Veryl Allen Switzer, född den 6 augusti 1932 i Nicodemus i Kansas, död den 4 juni 2022 i Manhattan i Kansas, var en amerikansk professionell utövare av amerikansk och kanadensisk fotboll.
Switzer spelade collegefotboll för Kansas State Wildcats under studietiden vid Kansas State University och draftades 1954 av Green Bay Packers i National Football League (NFL) i första omgången.
Switzer spelade för Green Bay Packers 1954–1955. Sedan bytte han gren till kanadensisk fotboll och spelade först för Calgary Stampeders 1958 och därefter 1959–1960 för Montreal Alouettes.